# Vergebung (Psychologie)
Vergebung ist der Verzicht einer Person, die sich als Opfer empfindet, auf den Schuldvorwurf. Dieser primär innerseelische Vorgang kann unabhängig von Einsicht und Reue des Täters vollzogen werden. Vergebung ist eine Copingstrategie, mit der eine Person in Opferposition die belastenden Folgen einer äußeren oder inneren Verletzung bewältigen kann. Vergebung wird als psychischer Prozess aufgefasst, der psychologisch erforscht werden kann.
Vergebung spielt in den meisten Religionen eine wichtige Rolle.

## Vergebung im menschlichen Leben
Menschen sind auf Beziehungen, gemeinsame Aktivitäten und soziale Unterstützung angewiesen. Ohne Beziehungen ist ein Mensch nicht überlebensfähig. Gleichzeitig ist es unvermeidbar, dass in einer Beziehung eine Person gelegentlich enttäuscht oder verletzt wird bzw. Schaden erleidet. Verletzungen können vom „Opfer“ als schwerwiegend empfunden werden und u. a. zu Ärger, Wut und Hass, zu Grübeln, zu körperlichen bzw. psychischen Beschwerden sowie zu aggressivem Verhalten führen.
Eine wesentliche Rolle bei der Vergebung spielen Trauerarbeit sowie Empathie für die Person in Täterposition. Reinhard Tausch zeigte 1993 empirisch, dass Vergeben positive seelische Auswirkungen hat sowohl auf die verletzte Person als auch auf den „Täter“.
Beispiele für Vergebung: Ein Ehemann vergibt seiner Frau, die kürzlich eine Affäre hatte. Eine Mutter vergibt ihrer Tochter, die mit knapp 18 Jahren zu Hause ausgezogen war und den Kontakt für 3 Jahre völlig abgebrochen hatte. Eine 51 Jahre alte Frau vergibt ihrem Vater, der sie als Kleinkind jahrelang sexuell missbraucht hatte.

## Definitionen von Vergebung
Durch Vergebung verzichtet eine Person „auf den Schuldvorwurf und auf ihren Anspruch der Wiedergutmachung des erlittenen Unrechts, ohne die erlittene Verletzung zu relativieren oder zu entschuldigen. Vergebung ist ein vorwiegend innerseelischer Prozess, der unabhängig von Einsicht und Reue des Täters vollzogen werden kann“. Durch Vergebung befreit sich die verletzte Person aus der Opferrolle. Sie ist nicht mehr nachtragend. Die Tat kann nicht ungeschehen gemacht werden; aber die verletzte Person kann besser mit den Folgen leben. Wer vergibt, handelt ähnlich einem Gläubiger, der einem zahlungsunfähigen Schuldner die Schuld erlässt. Vergeben wird nicht die Tat, sondern vergeben wird dem Täter.
Eine weite Definition von Vergebung beinhaltet zusätzlich, dass das Opfer seine Beziehung zum Täter in Richtung Wohlwollen und Mitgefühl verändert – auch in persönlichem Kontakt. „Das oberste Ziel des Vergebungsprozesses besteht darin, dass der Vergebende für den Täter positive Gefühle und Gedanken übrig hat.“ Verzeihen bedeutet, dass die Person in Opferposition den „Täter“ in den Vergebungsprozess einbezieht und beide sich über die verletzende Handlung austauschen. Vergebung und Verzeihung werden auch synonym verwendet.
Eine wissenschaftliche Definition stammt von Schwennen:
„Verzeihen ist ein inter- und intrapersonaler Prozess, der sich in einer prosozialen Veränderung von Affekt, Kognition und Verhalten gegenüber einem Schadensverursacher äussert. Verzeihen ist intentional, bedingungslos, nicht notwendig und geschieht nur in dem Bewusstsein, dass der Täter verantwortlich ist.“
Vergeben ist ein länger dauernder Prozess. Metaphern sind der Weg oder die Reise des Vergebens.
Vergeben kann sich auch auf eigene Verfehlungen beziehen (eine Person vergibt sich ein eigenes schuldhaftes Verhalten oder eine Fehlentscheidung) oder auf Dritte (z. B. Gesellschaft, Regierung, Situation oder Schicksal). – Das Wort „Entschuldigen“ hat drei Bedeutungen, die zu unterscheiden sind: (a) um Verzeihung bitten; (b) die Schuld an einer Handlung verneinen; (c) Schuld erlassen.

### Was Vergebung nicht ist
Vergebung kann von niemandem gefordert werden. Sie erfolgt ausschließlich nach freier Entscheidung der Person in Opferposition. Die Bitte eines Täters um Vergebung ist in aller Regel hilfreich. Vergebung bedeutet nicht:
- Vergessen – Die Verletzung wird nicht mehr erinnert.
- Nachsicht – Die Verantwortlichkeit des Täters wird relativiert.
- Akzeptanz – Die Verletzung bzw. deren Folgen werden akzeptiert.
- Billigung – Die Person in Opferposition äußert Zustimmung oder Einwilligung.
- Begnadigung – Eine vorgesehene/angedachte Strafe wird dem Täter erlassen.
- Verleugnung – Unvermögen bzw. mangelnder Wille, eine Verletzung als solche wahrzunehmen.
- Rechtfertigung – Die verletzende Handlung wird im Nachhinein durch Argumente gerechtfertigt.

Vergeben und Verzeihen sind nicht gleich Versöhnung. Versöhnung bedeutet zusätzlich zur Verzeihung, dass beide Seiten unbelastet von der Verletzung die vorbestehende Beziehung fortsetzen wollen. Nach der Vergebung kann eine Beziehung auch beendet werden; d. h. es kommt zu keiner Versöhnung, jedoch wird nichts nachgetragen. Eine Versöhnung ist nur sinnvoll, wenn der Täter Reue zeigt und Wiedergutmachung leistet. „Versöhnung fordert, dass die Parteien ihr Vertrauen zueinander erneuern.“ Bei Vergewaltigung oder physischer bzw. emotionaler Gewalt (z. B. in der Partnerschaft) kann das Opfer sich zur Vergebung entschließen. „Wenn der Täter [jedoch] keinerlei Reue zeigt und sich nicht ändert, ist Versöhnung ausgeschlossen.“

## Vergebung bei unterschiedlichen Verletzungsformen
Verletzende Situationen können sich im Schweregrad enorm unterschieden:
- Alltagssituationen (z. B. unfreundliche Kritik; Ehemann vergisst Hochzeitstag)
- Lebensereignisse (z. B. Verlust des Arbeitsplatzes; Trennung, Scheidung)
- Traumatisierungen (z. B. unverschuldeter schwerer Verkehrsunfall, Erleiden einer Gewalttat, Misshandlung oder sexueller Missbrauch in der Kindheit).

Bei einer Verletzung oder einer Schadenszufügung erwartet die Person in Opferposition, Recht zu bekommen, indem der Täter um Entschuldigung bittet, Wiedergutmachung leistet oder/und bestraft wird. Nach Erving Goffman bestehen für solche „korrektiven Handlungen“ vielfältige soziale Regeln und Normen. Die Person in Täterposition gibt oft eine korrektive „Erklärung“ ab, die ggf. die Sichtweise und Bewertung des Opfers verändert.
Eine besondere Situation entsteht bei Verletzungen, bei denen der „korrektive Austausch“ zwischen Täter und Opfer nicht zustande kommt. Dann können Wut, Angst, Ärger, Grübeln oder Scham Versuche sein, die Verletzung bzw. deren Folgen zu bewältigen. Diese Versuche können entgleisen, indem die Wut unverhältnismäßig ansteigt oder sehr lange andauert. So kann nach einem schwerwiegenden kritischen Lebensereignis eine „Posttraumatische Verbitterungsstörung“ entstehen (Michael Linden), u. a. mit den Symptomen Intrusionen und Vermeidungsverhalten. Verbitterung wird als „zerstörerische Emotion“ gekennzeichnet. In einer klinischen Stichprobe gaben 91 % der Patienten an, das kritische Lebensereignis als ungerecht und unfair erlebt zu haben, ebenfalls 91 % sahen keine Möglichkeit, den Verursacher zur Rechenschaft zu ziehen.
Bei der Person in Opferposition kann sich eine langdauernde negativ getönte Bindung an den wahrgenommenen Täter entwickeln, aus der sie sich nicht lösen kann. Die Verletzung hat zu körperlichen, seelischen, ideellen oder materiellen Verlusten geführt. Diese Verluste sind zu betrauern. Insofern ist Trauerarbeit ein Teil des Vergebungsprozesses. Wie Enright beschreibt, sind „Unversöhnlichkeit, Bitterkeit, Ressentiments und Wut den vier Mauern einer Gefängniszelle vergleichbar“, in die eine Person in Opferposition eingeschlossen ist. „Vergebung ist der Schlüssel, mit dem [sie] die Gefängnistür öffnen“ kann.
Vergebung ist eine Option bei Verletzungen, bei denen der korrektive Austausch unterblieben ist und sich starke, langdauernde Wut entwickelt hat. Nach dem Stressmodell von Lazarus handelt es sich bei Vergebung um sog. emotionsorientiertes Coping.

## Ein Prozessmodell der Vergebung
Bei der Vergebung sind nach Schwennen folgende sozial-kognitiven Prozesse beteiligt:
- (a) Wahrnehmung einer Verfehlung – Ein Verhalten oder eine Unterlassung einer anderen Person wird als Verletzung oder Schadenszufügung wahrgenommen. Dieses Verhalten „wird von der betroffenen Person als aversiv erlebt und widerspricht ihren Normvorstellungen“.
- (b) Kausalattribution (Urheberschaft) – Durch wen oder was ist das schädigende Verhalten oder Ereignis eingetreten?
- (c) Verantwortungsattribution (Schuldzuschreibung) – „Dem Übeltäter wird die Verantwortung zugeschrieben, wenn er die Verfehlung verursacht hat, anders hätte handeln können, die Folgen absehen konnte und sie dennoch in Kauf genommen oder sie sogar beabsichtigt hat“.
- (d) Empathie gegenüber „dem Verursacher der Verfehlung“.
- (e) Bearbeitung der eigenen negativen affektiven Reaktionen.
- (f) Erreichen von Vergebung.

Am Ende des Weges erreicht der/die Vergebende inneren Frieden, die Beendigung von Wut, Hass, Grübeln und eine Verminderung von Beschwerden.

## Interventionen
Ein ähnliches Modell wie das obige stellt Enright auf. Er spricht von 20 „Wegweisern“ zur Vergebung, die in vier Gruppen eingeteilt werden:
- (a) die eigene Wut freilegen;
- (b) sich zur Vergebung entschließen;
- (c) am Vergebungsprozess arbeiten;
- (d) Erkennen und sich aus dem Gefängnis seiner Emotionen befreien.

Den größten Umfang mit 8 Wegweisern nimmt dabei Gruppe (a) ein, die Auseinandersetzung mit der eigenen Wut. Empathie mit der Täterperson wird anhand der Wegweiser der Gruppe (c) erarbeitet.
Auf der Grundlage des o. g. Wegweiser-Modells und ähnlicher Konzepte wurden Einzel- und Gruppen-Maßnahmen („Interventionen“) durchgeführt, in denen Personen mit schwerwiegenden seelischen Verletzungen angeleitet werden, dem jeweiligen Täter zu vergeben. Die Dauer betrug zwischen 6 und über 50 Sitzungen. An solchen Interventionsstudien nahmen z. B. teil:  Personen, die als Kind von einem Familienmitglied sexuell missbraucht worden waren; Personen, die „eine schmerzliche interpersonelle Erfahrung erlebt hatten, von der sie immer noch emotionale Konsequenzen fühlten“. Zu Beginn und am Ende der Intervention bearbeiteten die Teilnehmer Fragebogen u. a. zur Vergebung gegenüber dem Täter (spezifische Vergebung). In der Metaanalyse von Lundahl u. a. zeigten die Teilnehmer nach der Vergebungsintervention im Vergleich zu den Teilnehmern der Kontrollgruppen in folgenden Variablen signifikante Veränderungen (Effektstärken zwischen 0,54 und 0,82, d. h. mittlerer bis starker Effekt):
- ein höheres Ausmaß von Vergebung
- weniger negativen Affekt (d. h. weniger depressive Symptome, weniger Angst, weniger Wut, weniger wahrgenommener Stress, weniger Kummer)
- die Zunahme von positivem Affekt (d. h. mehr Hoffnung, mehr Optimismus, mehr positive Emotionen)
- höhere Selbstwertschätzung
- tendenziell positive Änderung der Beziehung zum Täter

Am wirksamsten waren Einzelinterventionen sowie Interventionen nach dem Modell von Enright.
Linden u. a. entwickelten unter dem Namen Weisheitstherapie eine umfassende kognitive Verhaltenstherapie für Patienten mit Verbitterungsstörung. Stauss stellt ein Modell „spirituell-therapeutischer Vergebungs- und Versöhnungsarbeit“ vor. Vergebung ist für ihn ein „spirituelles Konstrukt. Das heisst, bei der Vergebung sollte die spirituelle Dimension berücksichtigt werden.“ Unbedingte Voraussetzung der Vergebungs- und Versöhnungsarbeit ist eine Funktionsfähigkeit des Klienten auf hohem oder mäßigem „Strukturniveau“. Dieses muss ggf. vorher in einer entsprechenden Psychotherapie erarbeitet werden.

## Vergebung in der Partnerschaft
Jellouschek geht davon aus, dass in einer Partnerschaft Kränkungen und Verletzungen „unvermeidlich“ sind. Wenn diese nicht bearbeitet und vergeben werden, können sie auch nach Jahrzehnten die Beziehung noch belasten. Er hat fünf Schritte zu Vergebung und Verzeihung bei Paaren formuliert: (a) Ansprechen, (b) Verstehen, (c) Anerkennen, (d) Verzeihen, (e) Wiedergutmachen. In allen Schritten geht es um das Gespräch von „Täter“ und „Opfer“. Einzelne Schritte müssen ggf. mehrmals bearbeitet werden. Die Opferrolle verleiht in der Partnerschaft Macht, indem der verletzte Teil die Verletzung dem verletzenden Teil immer wieder vorwerfen kann. Der verletzte Teil gibt mit der Verzeihung  diese Macht auf. Wenn der „Täter“ mitarbeitet, um Verzeihung bittet und Wiedergutmachung leistet, so fördert dies bei dem  Partner in Opferposition das Vertrauen und baut die Angst vor einer Wiederholung der Verletzung ab.

## Wodurch wird Vergebung gefördert?
Neben den Interventionsstudien werden Korrelationsstudien durchgeführt, in denen der Zusammenhang von Vergebung mit zahlreichen Merkmalen (Fragebogen) der beteiligten Personen und der Verletzung untersucht wird. Unterschieden wird die Vergebung einer spezifischen Verletzung (State Forgiveness) und die Tendenz zur Vergebung (als Merkmal der Persönlichkeit, Trait Forgiveness).
In Metaanalysen zeigen folgende Merkmale mit Vergebung eine Korrelation mit starkem oder mittlerem Effekt (d. h. r ≥ 0,3): Eine Person vergibt eine spezifische Verletzung eher bei
- Empathie für den Täter,
- geringer dem Täter zugeschriebener Absicht,
- geringer auf den Täter bezogener Wut,
- Bitte des Täters um Entschuldigung,
- geringer dem Täter zugeschriebener Verantwortung,
- sonst zufriedenstellender Beziehung zum Täter,
- geringem Ausmaß an Grübeln.

Vergebung einer spezifischen Verletzung (State Forgiveness) und die Tendenz zur Vergebung (Trait Forgiveness) korrelieren um r = 0,30, d. h. nicht sehr hoch. Die spezifische Vergebung hängt demnach stark von den Umständen der jeweiligen Verletzung ab.

## Verbessert  Vergebung Gesundheit und Wohlbefinden?
Die Teilnahme an einer Vergebungsintervention (s. o.) vermindert „negativen Affekt“ und fördert „positiven Affekt“ sowie Selbstwertschätzung. In der Metaanalyse der Korrelationsstudien geht spezifische Vergebung (State Forgiveness) einher mit deutlich vermindertem negativen Affekt (z. B. Wut, Verbitterung, r = −0,47) und mit erhöhtem positiven Affekt (z. B. Mitgefühl, Wohlwollen, r = 0,32). Weiterhin geht Vergebung einher mit weniger Depression, weniger Angst, weniger Stress und mehr Lebenszufriedenheit; diese Korrelationen liegen jedoch betragsmäßig unter 0,3. – Die wichtigste soziale Auswirkung von Vergebung ist, dass sie die Versöhnung mit der Person in Täterposition und damit die Fortsetzung der Beziehung ermöglicht.
Eine Forgiveness Intervention brachte bei Personen, die eine spezifische, tiefe und unaufgelöste psychologische Verletzung erlebt hatten, einerseits die Zunahme an spezifischer Vergebung und die Abnahme von Wut, sowie andererseits eine Verbesserung der unter Stress gemessenen Herzmuskel-Durchblutung. – Studenten wurden über zwei in den letzten 6 Monaten erlittene Verletzungen interviewt, während gleichzeitig Blutdruck und Herzschlag abgeleitet wurden. Blutdruck-Variable korrelierten mit Vergebung negativ zwischen −0,45 und −0,31; d. h. je höher die Vergebung, desto niedriger die Blutdruck-Werte. Die Herzfrequenz korrelierte negativ mit spezifischer Vergebung; d. h. je höher die Vergebung, desto niedriger die Herzfrequenz.
Zum Zusammenhang von Vergebung und Gesundheit formuliert McCullough zwei Hypothesen:
1. Personen, die verletzenden Personen vergeben haben, stellen zu diesen häufig wieder eine positive Beziehung her; sie verfügen dadurch über eine größere Zahl von funktionierenden Beziehungen und erhalten mehr soziale Unterstützung.
2. Vergeben führt in der Regel dazu, dass nach Verletzungen keine Feindseligkeit entsteht und dass damit die negativen gesundheitlichen Folgen von anhaltender Feindseligkeit vermieden werden.

## Nachweise
1. ↑  Reinhard Tausch: Verzeihen. Die doppelte Wohltat. In: Psychologie heute. 20(4), 1993, S. 20–26.
2. 1 2  A. Müller-Lissner: Verzeihen können – sich selbst und anderen. Ch. Links, Berlin 2011.
3. 1 2  S. R. Freedman, R. D. Enright: Forgiveness as an intervention goal with incest survivors. In: J Consulting Clinical Psychology. 64, 1996, S. 983–992.
4. 1 2 3  K. Stauss: Die heilende Kraft der Versöhnung. 2010, S. 114 f.
5. ↑  R. D. Enright: Vergebung als Chance. 2006, S. 34.
6. 1 2 3  C. Schwennen: Verzeihen. 2008, S. 150–165.
7. ↑  V. Kast: Wenn wir uns versöhnen. Kreuz, Stuttgart 2005, S. 59 ff.
8. ↑  R. D. Enright: Vergebung als Chance. Neuen Mut fürs Leben finden. 2006, S. 37 f.
9. ↑  Erving Goffman: Das Individuum im öffentlichen Austausch. Mikrostudien zur öffentlichen Ordnung. Suhrkamp, Frankfurt am Main 1974, S. 138 ff.
10. ↑  J. Maltby u. a.: The cognitive nature of forgiveness: Using cognitive strategies of primary appraisal and coping to describe the process of forgiving. In: Journal of Clinical Psychology. 63, 2007, S. 555–566.
11. ↑  Michael Linden, B. Schippan u. a.: Die Posttraumatische Verbitterungsstörung (PTED). Abgrenzung einer spezifischen Form der Anpassungsstörungen. In: Nervenarzt. 75,  2004, S. 51–57.
12. ↑  R. D. Enright: Vergebung als Chance. Neuen Mut fürs Leben finden. 2006, S. 52; K. Stauss: Die heilende Kraft der Versöhnung. 2010, S. 80 ff.
13. ↑  R. D. Enright: Vergebung als Chance. Neuen Mut fürs Leben finden. 2006, S. 28, 74.
14. ↑  R. S. Lazarus: Stress and emotion. A new synthesis. Free Association Books, London 1999.
15. ↑  R. D. Enright: Vergebung als Chance. Neuen Mut fürs Leben finden. 2006, S. 73 ff.
16. ↑  A. H. S. Harris u. a.: Effects of a group forgiveness intervention on forgiveness, perceived stress, and trait-anger. In: J Clinical Psychology. 62, 2006, S. 715–733.
17. ↑  B. W. Lundahl u. a.: Process-based forgiveness interventions: A meta-analytic review. In: Research on Social Work Practice. 18, 2008, S. 465–478.
18. ↑  B. Schippan, K. Baumann, M. Linden: Weisheitstherapie – kognitive Therapie der posttraumatischen Verbitterungsstörung. In: Verhaltenstherapie. 14, 2004, S. 284–293.
19. ↑  K. Stauss: Die heilende Kraft der Vergebung. 2010, S. 92, 261.
20. ↑  H. Jellouschek: Liebe auf Dauer. Die Kunst, ein Paar zu bleiben. Kreuz, Stuttgart 2004, S. 69–88.
21. ↑  R. Fehr, M. J. Gelfand, M. Nag: The road to forgiveness: A meta-analytic synthesis of its situational and dispositional correlates. In: Psychological Bulletin. 136, 2010, S. 894–914.
22. 1 2  B. M. Riek, E. W. Mania: The antecedents and consequences of interpersonal forgiveness: A meta-analytic review. In: Personal Relationships. 19, 2011, S. 304–325.
23. ↑  M. A. Waltman, R. D. Enright u. a.: The effects of a forgiveness intervention on patients with coronary artery disease. In: Psychology and Health. 24, 2009, S. 11–27.
24. ↑  K. A. Lawler u. a.: A change of heart: Cardiovascular correlates of forgiveness in response to interpersonal conflict. In: J Behavioral Medicine. 26, 2003, S. 373–393.
25. ↑  M. E. McCullough: Forgiveness as human strength: Theory, measurement and links to well-being. In: J Social Clinical Psychology. 19, 2000, S. 43–55.